# Cours secondaire Notre-Dame-des-Apôtres de Cotonou
Le Cours secondaire Notre-Dame-des-Apôtres de Cotonou, est un établissement d'enseignement secondaire privé béninois à vocation confessionnelle destiné aux jeunes filles,,,.

## Histoire
Le Cours secondaire Notre-Dame-des-Apôtres de Cotonou (anciennement Cours Secondaire Catholique féminin du Dahomey) est un centre de formation créé par les Sœurs Notre-Dame des Apôtres le 6 décembre 1953 au Dahomey. À cette époque, ce centre de formation était la première institution religieuse de la colonie dédiée exclusivement à l’éducation de jeunes filles,.
Pendant la période révolutionnaire et l'avènement de l’idéologie marxiste-léniniste en 1972, le CSNDA de Cotonou est confisqué au clergé et nationalisé par les autorités politiques. Ce n'est qu'en 1993 que l'établissement rouvrira partiellement ses portes, et totalement en 1996,.

### Aujourd'hui
Le CSNDA de Cotonou, bien que catholique, est ouvert à toutes confessions religieuses. Ainsi, le personnel et les enseignantes du collège sont issus de diverses confessions et horizons sociaux,

#### Enseignement
Dirigé aujourd'hui par les religieuses de la Congrégation des Sœurs Oblates Catéchistes Petites Servantes des Pauvres, le Cours secondaire Notre-Dame-des-Apôtres de Cotonou accueille des apprenantes de la classe de sixième à la terminale dans les séries générales A, B, C, D et techniques G1 et G2.

### Galeries de photos

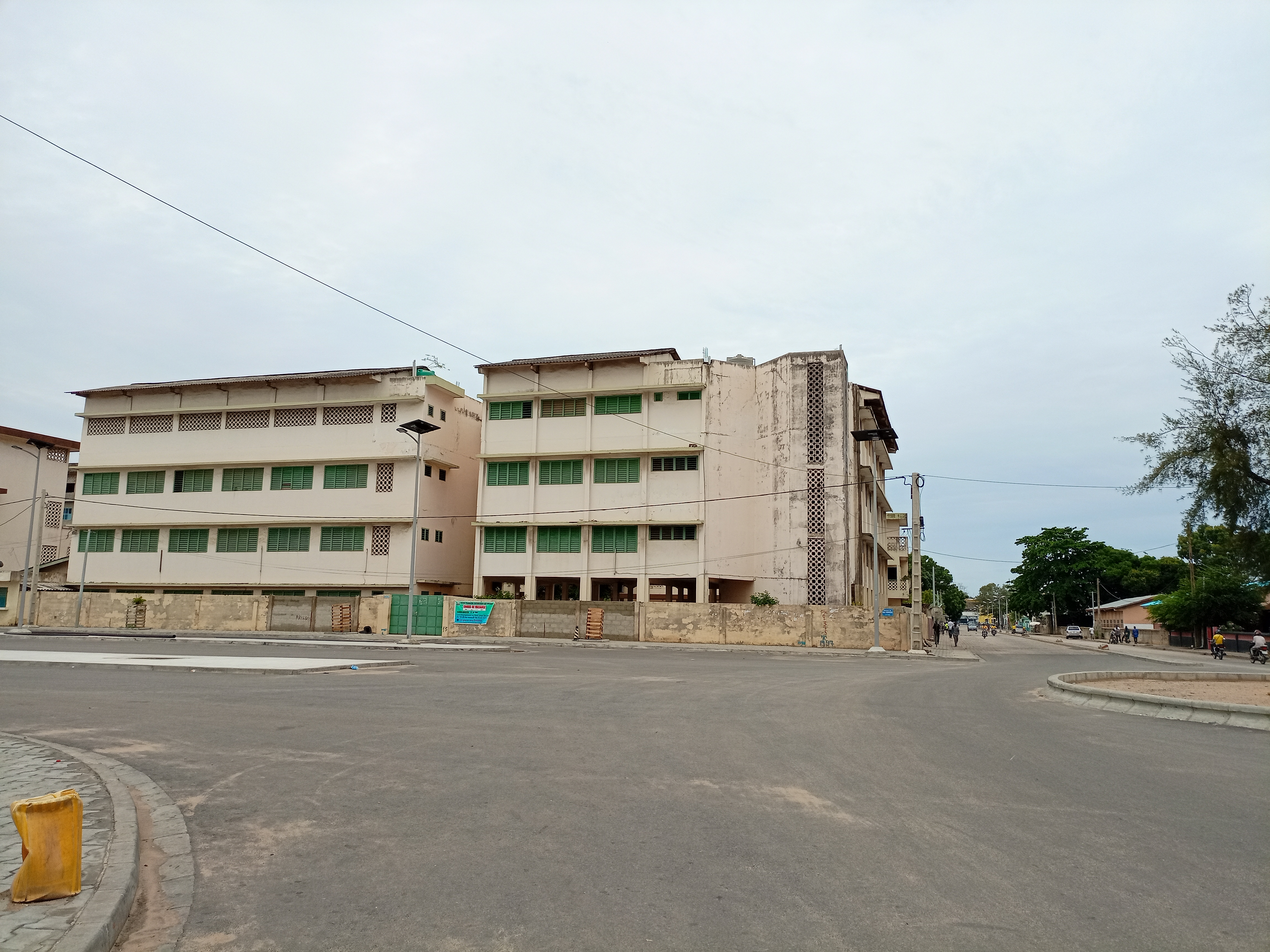
Cours secondaire Notre-Dame-des-Apôtres de Cotonou.

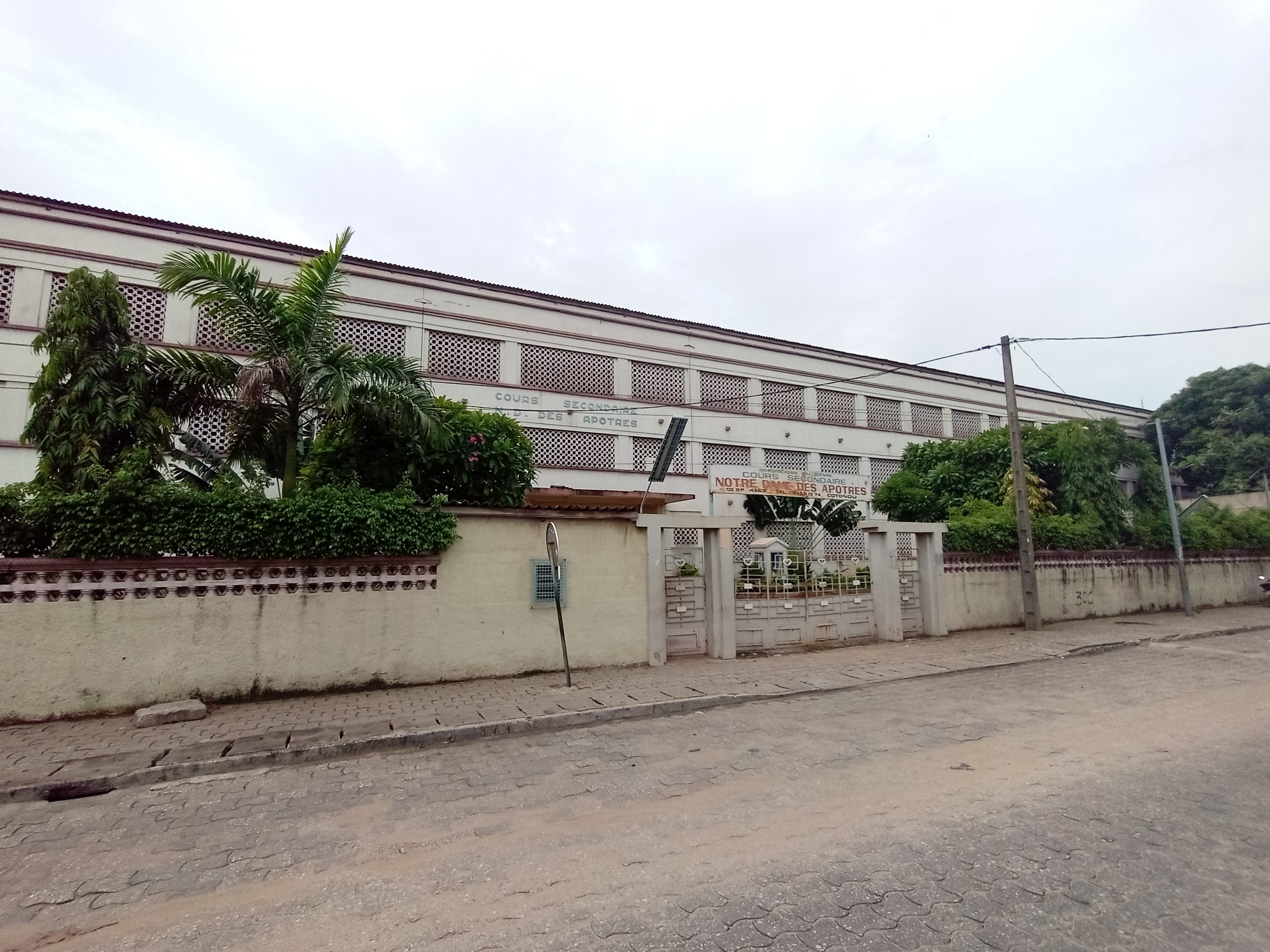
Cours secondaire Notre-Dame-des-Apôtres de Cotonou.